# Psycho-educatie
Psycho-educatie is een methodiek in de psychologische en psychiatrische zorg. Hierbij biedt de hulpverlening aan cliënten en/of familie en betrokkenen voorlichting over de gestelde diagnose en leert ze om te gaan met de psychische klachten. Bij sommige zorgaanbieders bestaat de psycho-educatie uit een of meer documenten met leestips (boeken, websites, etc.), in andere gevallen wordt deze mondeling aangeboden, in groepsverband of individueel.

## Oorsprong
Psycho-educatie als werkwijze werd voor het eerst in het begin van de jaren vijftig in Canada vermeld. Toen sloeg de term nog meer op opvoeding dan op de hedendaagse betekenis. De term ontstond in een centrum dat onderwijzers begeleidde bij het heropvoedingsproces van jongeren met gedragsmoeilijkheden die ook misdrijven hadden begaan. 
In 1977 werd door Ivey voor het eerst de hedendaagse invulling beschreven. Hij stelde dat psycho-educatie ernaar streeft mensen vaardigheden aan te leren om hun leven weer in handen te kunnen nemen. Dat begon volgens hem met het informeren van de omgeving van de patiënt over de aandoening, in dit geval was dat schizofrenie. 
Psycho-educatie nam in belang toe omdat het, net als de cognitieve gedragstherapie, de nadruk legt op het belang van kennisverwerving. Personen zoals psychiatrische patiënten worden correct en begrijpelijk geïnformeerd over hun ziektebeeld, de gevolgen ervan en de mogelijke behandeling. Psycho-educatie legt sterk de nadruk op de kennis en vaardigheden die nodig zijn om met bepaalde beperkingen om te kunnen gaan.
Sinds de jaren tachtig en negentig van de twintigste eeuw is de methode een belangrijk onderdeel van het scala van behandelingen binnen de psychiatrie.

## Basisprincipes

### Kennis
Om te beginnen zal men de patiënt of cliënt informeren over de aandoening, de oorzaken, de symptomen, het verloop en de behandeling. Ook wordt het belang benadrukt van informatie over de psychische en sociale gevolgen ervan. De persoon in kwestie komt te weten welke mogelijkheden er zijn om met de handicap om te gaan, welke wegen er zijn om maatschappelijke ondersteuning te verwerven, en hoe hij kan opkomen voor zijn eigen rechten en behoeften. 

### Acceptatie
Voor de meeste mensen is kennen en begrijpen van een handicap geen enkel probleem. Het aanvaarden ervan, en het behouden van een positief zelfbeeld na het besef een handicap te hebben is daarentegen voor velen niet gemakkelijk. Psycho-educatie geeft de handvatten om de persoon te begeleiden in een constructief verwerkingsproces, waarbij psychotherapie beschikbaar is wanneer hij hierbij vast komt te zitten.

### Handelen
Om de doelen van de psycho-educatie-methodiek te bereiken dient er op maat van de persoon en diens leven gewerkt worden. De vertaling van algemene principes naar het leven van de persoon en de toepassing ervan is vaak de grootste uitdaging in het proces.